# Ritratto di Caracalla
Il più celebre ritratto di Caracalla è quello con la torsione della testa, conservato ai Musei Vaticani e del quale si conoscono varie repliche. È alto 60 cm.

## Storia e descrizione
L'occasione del ritratto, a giudicare dalle numerose copie e dai confronti con i coni medievali, dovette essere l'assunzione di tutte le responsabilità dell'impero dopo l'uccisione di Geta (212). L'atteggiamento del giovane imperatore è raffigurato con l'insolita torsione del capo verso sinistra e con un'accentuazione dei caratteri psicologici, ispirati a prototipi ellenistici ma rivisitati secondo il sentire romano.
Il busto è dovuto a un'integrazione settecentesca, ma non deve differire molto da quello antico. La testa è composta con forte cura alla composizione del volume, con capelli folti e raggrumati in corti ricci e una barba dall'andamento mosso e confuso. L'intensa espressione è evidenziata da alcuni tratti fisionomici dell'imperatore, quali la fronte corrugata a "V", gli occhi infossati, le ciglia increspate, le labbra serrate dal taglio lungo. Il contenuto che sembra voler suggerire è quello di un'intensa spiritualità, tipica del III secolo, ma anche una recalcitranza iraconda, schiva, non benevola.
A questo ritratto si ispirò Michelangelo nello scolpire il Ritratto di Bruto al Bargello di Firenze.